# Colotis daira
Colotis daira is een vlindersoort uit de familie van de Pieridae (witjes), onderfamilie Pierinae.
Colotis daira werd in 1829 beschreven door Klug.